# Andreas Beelmann
Andreas Beelmann (* 1962 in Haselünne, Emsland) ist ein deutscher Psychologe. Er ist Professor am Institut für Psychologie der Friedrich-Schiller-Universität Jena und leitet die Abteilung für Forschungssynthese, Intervention und Evaluation. Zugleich ist er Mitglied und war langjähriger Direktor des Zentrums für Rechtsextremismusforschung, Demokratiebildung und gesellschaftliche Integration (KomRex). Seit 2023 ist er zudem Vorstandsvorsitzender der Stiftung Deutsche Forum für Kriminalprävention (DFK) mit Sitz in Bonn.
Beelmann studierte zwischen 1983 und 1990 Psychologie, Soziologie und Gesundheitswissenschaften an der Universität Bielefeld. Dort promovierte er 1994 und schloss 2001 seine Habilitation an der Universität Erlangen-Nürnberg ab. 2004 wurde als Professor an die Friedrich-Schiller-Universität Jena berufen.

## Forschung
Beelmann spricht sich in seinem wissenschaftlichen Werk für eine entwicklungsorientierte Prävention von Problemen im Kindes- und Jugendalter aus. Dabei sollen Erkenntnisse über die normale und abweichende Entwicklung für die Konstruktion von Präventions- und Interventionsmaßnahmen systematisch genutzt werden. Besondere Aufmerksamkeit haben seine Arbeiten zur Entwicklung und Prävention von Dissozialität, Kriminalität, Vorurteilen und Radikalisierung erfahren. Bekannt ist er zudem für seine integrativen Forschungsbilanzen zu sozialen Interventionen im Rahmen von Meta-Analysen.
Seine Forschungsschwerpunkte sind:
- Psychologische Prävention im Kindes- und Jugendalter
- Methoden und Probleme der Evaluationsforschung
- Meta-Analyse und Forschungsreviews zu sozialen Interventionen
- Entwicklungspsychopathologie sozialer Verhaltensprobleme (Aggression, Gewalt, Kriminalität)
- Prävention von Vorurteilen und Förderung von Intergruppenbeziehungen
- Hasskriminalität und Radikalisierungsprävention

## Schriften (Auswahl)
Beelmann hat über 200 wissenschaftliche Aufsätze und sechs Monographien/Herausgeberwerke publiziert.
- A. Beelmann & D. Michelsen (Hrsg.): Rechtsextremismus, Demokratiebildung, gesellschaftliche Integration. Interdisziplinäre Debatten und Forschungsbilanzen. Springer VS, Wiesbaden 2022.
- A. Beelmann & L.S. Sterba (Hrsg.): Vorurteile und Sozialverhalten: Prävention und Bildung im Kindes- und Jugendalter. Wochenschau-Verlag, Schwalbach/Ts. 2021.
- A. Beelmann (Hrsg.): Toleranz und Radikalisierung in Zeiten sozialer Diversität. Beiträge aus den Sozialwissenschaften. Wochenschau Verlag, Schwalbach/Ts. 2018.
- T. Bliesener, A. Beelmann, M. Stemmler (Hrsg.): Antisocial behavior and crime. Contributions of developmental and evaluation research to prevention and intervention. Hogrefe Publishing, Cambridge, MA 2011.
- A. Beelmann, K. Jonas (Hrsg.): Diskriminierung und Toleranz: Psychologische Grundlagen und Anwendungsperspektiven. VS ─ Verlag für Sozialwissenschaften, Wiesbaden 2009.
- A. Beelmann, T. Raabe: Dissoziales Verhalten bei Kindern und Jugendlichen. Erscheinungsformen, Entwicklung, Prävention und Intervention. Hogrefe, Göttingen 2007.